# Miguel Caillava
Miguel Rosisfredo Caillava (Rivera, 14 de noviembre de 1953 - Rivera, 27 de febrero de 2014) fue un futbolista y director técnico uruguayo. Jugaba de mediocampista y militó en diversos clubes de Uruguay, Chile y Colombia.
| Club                      | País     | Año       |
| ------------------------- | -------- | --------- |
| Nacional                  | Uruguay  | 1973-1980 |
| Defensor Sporting         | Uruguay  | 1980-1983 |
| Independiente de Santa Fe | Colombia | 1983      |
| Defensor Sporting         | Uruguay  | 1984      |
| Huachipato                | Chile    | 1984-1985 |
| Central Español           | Uruguay  | 1986      |
| Nacional                  | Uruguay  | 1987      |

## Palmarés
| Título                             | Club     | Año  |
| ---------------------------------- | -------- | ---- |
| Torneo 50º Aniversario de Colombes | Nacional | 1974 |
| Torneo Campeones Olímpicos         | Nacional | 1974 |
| Liga Mayor                         | Nacional | 1975 |
| Liga Mayor                         | Nacional | 1976 |
| Liga Mayor                         | Nacional | 1977 |
| Campeonato Uruguayo                | Nacional | 1977 |